# Turnau
Turnau osztrák mezőváros Stájerország Bruck-mürzzuschlagi járásában. 2017 januárjában 1539 lakosa volt.

## Elhelyezkedése

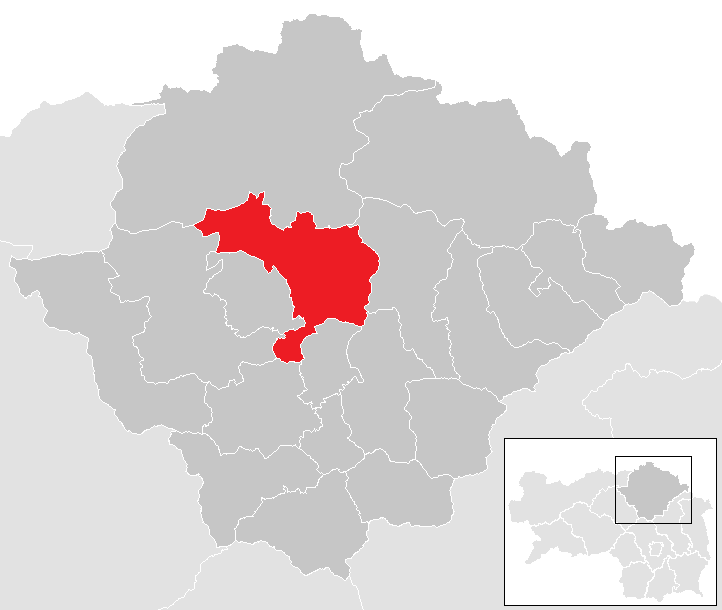
Turnau a Bruck-mürzzuschlagi járásban

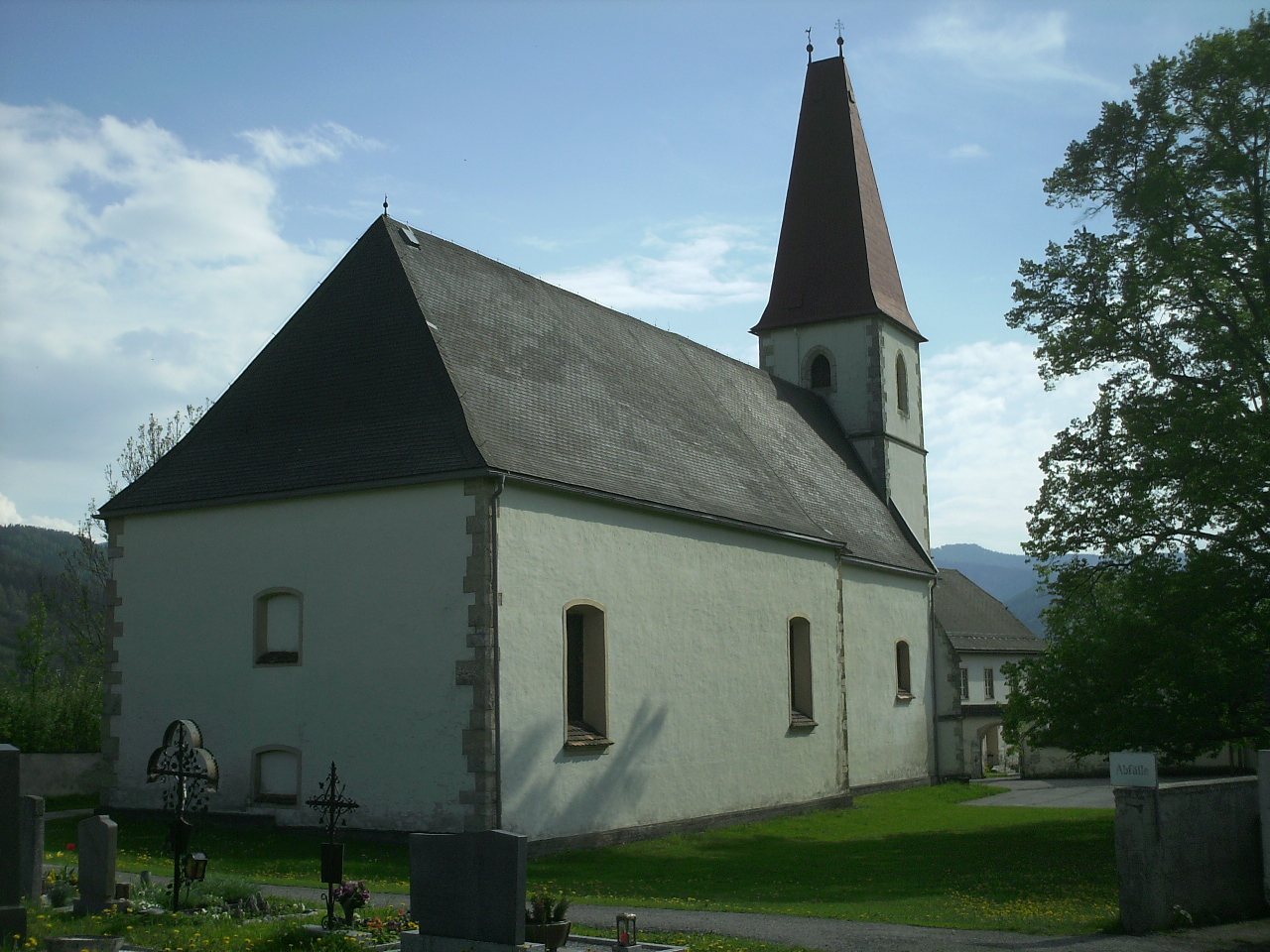
A Szt. Jakab-templom

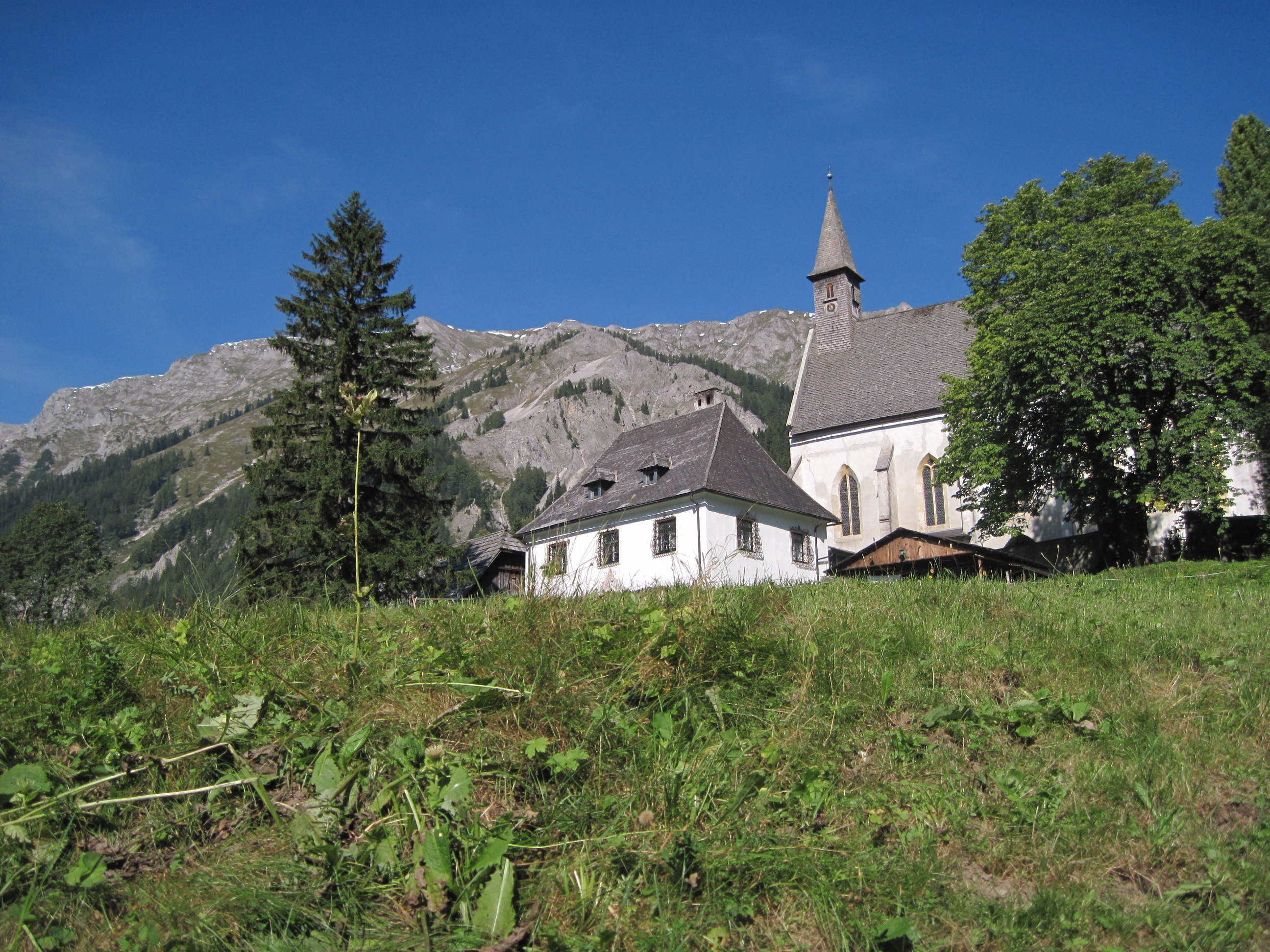
A Szt. Leonhard-templom

Turnau Felső-Stájerország keleti részén fekszik, a tőle északra fekvő Hochschwab-hegység tövében, a járási központ Bruck an der Mur-tól 17 km-re északkeletre. Legmagasabb pontja a 2155 méteres Ringkamp. Az önkormányzat 6 települést egyesít: Au bei Turnau (158 lakos), Göriach (255), Seewiesen (50), Stübming (124), Thal (49), Turnau (903)
A környező önkormányzatok: északra Mariazell, keletre Sankt Barbara im Mürztal, délkeletre Kindberg, délre Sankt Lorenzen im Mürztal, délnyugatra Kapfenberg, nyugatra Thörl és Aflenz.

## Története
Turnau először 1268-ban jelenik meg az írott forrásokban. Idősebb Szt. Jakabnak szentelt temploma a 14. században már állt. A 18-19. században a Turnau-környéki erdők az uralkodók kedvelt vadászterületei voltak; János főherceg különösen sokszor járt erre.
Az 1950-es évekig a környező hegyekben lignitet bányásztak. A bezárt bánya egyik tárnájában ma kápolna működik.
Turnau 1960-ban kapott mezővárosi rangot. A 2015-ös stájerországi közigazgatási reform során felmerült egyesítése a szomszédos Aflenzcel, de a tervet végül elvetették.

## Lakosság
A turnaui önkormányzat területén 2017 januárjában 1539 fő élt. A lakosságszám 1951-ben érte el csúcspontját 2026 fővel, azóta csökkenő tendenciát mutat. 2015-ben a helybeliek 96%-a volt osztrák állampolgár; a külföldiek közül 1,6% a régi (2004 előtti), 2,2% az új EU-tagállamokból érkezett. 2001-ben a lakosok 83,8%-a római katolikusnak, 7,4% evangélikusnak, 6,6% pedig felekezet nélkülinek vallotta magát. Ugyanekkor egy magyar élt a mezővárosban.

## Látnivalók
- a gótikus Szt. Jakab-plébániatemplom
- Seewiesen Szt. Leonhard-temploma
- a műemléki védettségű Fürstner/Himmelreichbauer tanya

## Fordítás
- Ez a szócikk részben vagy egészben  a   Turnau (Steiermark) című német Wikipédia-szócikk ezen változatának fordításán alapul.  Az eredeti cikk szerkesztőit annak laptörténete sorolja fel. Ez a jelzés csupán a megfogalmazás eredetét és a szerzői jogokat jelzi, nem szolgál a cikkben szereplő információk forrásmegjelöléseként.